# Ik (Kama)
Der Ik (russisch Ик, baschkirisch Ыҡ, tatarisch Ык, Iq) ist ein 571 Kilometer langer linker Nebenfluss der Kama im Wolga-Ural-Gebiet des europäischen Teils von Russland. Im Russischen wird der Fluss auch Bolschoi Ik, deutsch Großer Ik genannt, ist jedoch nicht zu verwechseln mit dem in der gleichen Region fließenden gleichnamigen Bolschoi Ik, einem Nebenfluss der Sakmara im Flusssystem des Ural.

## Verlauf
Der Ik entspringt in etwa 320 m Höhe in den Bugulma-Belebeier Höhen, 13 Kilometer nordöstlich der Siedlung Prijutowo und 16 Kilometer südlich der Stadt Belebei. Nach kurzem Verlauf auf dem Territorium der Republik Baschkortostan in südwestlicher Richtung wendet sich der Fluss abrupt nach Norden und bildet auf etwa 40 Kilometern die Grenze zur Oblast Orenburg. Unter Beibehaltung der vorwiegend nördlichen Fließrichtung durchquert der Ik dann die in nordwest-südöstlicher Richtung verlaufende Hauptachse des Bugulma-Belebeier Höhenzuges und markiert auf knapp 150 Kilometern Luftlinie die Grenze zwischen Baschkortostan und der Republik Tatarstan, die den Flusslauf nur auf kurzen Abschnitten verlässt.
Oberhalb der Kleinstadt Menselinsk wendet sich der Fluss in westnordwestliche Richtung und verläuft dann bis zur Mündung in die Kama etwa parallel zu dieser in 10 bis 15 Kilometern Entfernung. Der etwa 50 Kilometer lange Abschnitt des parallelen Verlaufes (Luftlinie; die Länge des eigentlichen Flusslaufs ist wegen starker Mäandrierung größer) liegt im Staubereich des Nischnekamsker Stausees, dessen Niveau normalerweise bei 62 m liegt. Die gemeinsame Flussaue von Kama und Ik ist von einer riesigen, bis knapp 15 Kilometer breiten Wasserfläche mit – je nach Wasserstand – unterschiedlichem Umriss bedeckt. Der Stausee ist hier größtenteils weniger als zwei Meter tief, da das Anheben des Wasserstandes auf das ursprünglich geplante Niveau von 68 m 1990 gestoppt wurde.
Bedeutendste Nebenflüsse sind von rechts Ussen und von links Dymka, Mellja und Menselja, wobei deren größter, die Menselja, heute im Staubereich des Nischnekamsker Stausees mündet.

## Hydrographie
Das Einzugsgebiet des Ik umfasst 18.000 km². Oberhalb der Mündung in den Nischnekamsker Stausee erreicht der Fluss eine Breite von 70 Metern bei einer Tiefe bis über 2 Meter.
Der Ik gefriert zwischen der zweiten Novemberhälfte und Mitte April. Die durchschnittliche Wasserführung beim Dorf Nagaibakowo am Mittellauf beträgt im Jahresdurchschnitt 45,5 m³/s.

## Wirtschaft und Infrastruktur
Der Ik ist im Bereich des Nischnekamsker Stausees schiffbar.
Das durchflossene Gebiet wird größtenteils landwirtschaftlich genutzt und ist relativ dicht besiedelt. Größte Stadt ist Oktjabrski, direkt am rechten Ufer gelegen. Die Mittelstädte Abdulino, Bawly und Tuimasy liegen nur wenige Kilometer von Ik entfernt an Zuflüssen. Im Bereich des Ober- und Mittellaufes gibt es eine Reihe von Erdöllagerstätten, die meist seit den 1950er Jahren ausgebeutet werden.
Im Oberlauf wird der Ik zwischen Abdulino und Prijutowo von der Eisenbahnstrecke Samara–Ufa–Tscheljabinsk–Omsk überquert, dem Südzweig der Transsibirischen Eisenbahn. Bei Oktjabrski kreuzt die Bahnstrecke Insa–Uljanowsk–Tschischmy den Fluss, ebenso die Fernstraße M5 Moskau–Samara–Tscheljabinsk. Die M7 Moskau–Nischni Nowgorod–Kasan–Ufa überquert den Fluss westlich des Dorfes Poissejewo auf ihrer erst vor wenigen Jahren fertiggestellten neuen Trasse.